# آرتور استپانیان (سیاستمدار)
آرتور آرسنی استپانیان (ارمنی: Արթուր Արսենի Ստեփանյան؛ زادهٔ ۲۸ اکتبر ۱۹۷۶) یک سیاستمدار اهل ارمنستان است که از تاریخ ۲۰۱۲ تا تاریخ ۲۰۱۷ سمت نمایندگی دوره پنجم مجلس ملی جمهوری ارمنستان را برعهده داشت.

## زندگی‌نامه
در ۲۸ اکتبر ۱۹۷۶ در ایروان به دنیا آمد و از دانشگاه ملی پلی‌تکنیک ارمنستان فارغ‌التحصیل شد. 